# Zundert Trappist
La Zundert Trappist è una birra trappista prodotta nell'omonima cittadina olandese, presso l'Abbazia Maria Toevlucht.

## Storia
L'Abbazia Maria Toevlucht è situata in Olanda, nei pressi della frontiera belga. Le attività cistercensi comprendevano, sin dal 1900, l'allevamento delle mucche, la produzione di latte e l'agricoltura. Dal 2013 è iniziata anche la produzione di birra, inizialmente di un solo tipo, grazie al lavoro dei monaci trappisti Christiaan e Guido, sotto la supervisione del mastro birraio Constant Keinemans. La fabbricazione prevede l'utilizzo di prodotti legati alla zona e aromi vegetali coltivati nei pressi dell'abbazia.
Oltre ad aromi vegetali raccolti nei pressi dell'abbazia, per la realizzazione della birra Zundert viene utilizzata anche una piccola percentuale di malto affumicato, in omaggio alle torbiere ancora presenti nella regione che tradizionalmente fornivano energia per l'essiccazione del malto e la bollitura del mosto nei birrifici della regione.
La Zundert Trappist è una delle 11 birre trappiste riconosciute dall'Associazione Internazionale Trappista.

## Descrizione
I tre tipi di birra realizzati nell'abbazia sono la Zundert 8 Trappist (Tripel), la Zundert 10 Trappist (Quadrupel) e la Zundert 4 Trappist (Refterbier)

### Zundert 8 Trappist
È la birra di punta dell'abbazia, la prima ad essere stata prodotta; è rifermentata in bottiglia, con 8 % vol di gradazione. È di colore oro-ramato. Il carattere è complesso, inizialmente dal sapore dolce che muta in speziato con un finale amaro persistente.
La Zundert 8 è una birra di stile tripel contenente mirto palustre, un'essenza usata da secoli nella birrificazione. La temperatura migliore per gustarne il sapore è compresa tra gli 8 e i 12

### Zundert 10 Trappist
La Zundert 10 Trappist è una birra di stile quadrupel con 10 % vol di gradazione. È di colore bruno-rossastro dal sapore speziato, pieno ma morbido con l'amaro accuratamente bilanciato. Il profumo ricorda la frutta secca, le spezie la liquirizia e, vagamente, il cioccolato.

### Zundert 4 Refterbier Trappist
Questa refterbier (lett. "birra da refettorio" in olandese) è una birra chiara e leggera con soli 4 % vol di gradazione. Tra gli ingredienti la segale e il mirto di palude.